# Едвард Еван Еванс-Прітчард
Едвард Еван Еванс-Прітчард (використовується також варіант Еванс-Прічард; англ. Edward Evan (E. E.) Evans-Pritchard; 21 вересня 1902, Кроуборо, Східний Сассекс, Велика Британія — 11 вересня 1973, Оксфорд) — британський соціально-культурний антрополог, представник структурного функціоналізму, засновник політичної антропології.

## Біографія
Закінчив Вінчестерський коледж, Оксфордський університет(Ексетер-коледж) та аспірантуру Лондонської школи економіки, до потрапив під вплив Броніслава Малиновського. Першу свою польову експедицію провів у Південному Судані, де досліджував плем'я занде. У відповідності з сформульованими Малиновським каноном етнографічного дослідження Еванс-Прітчард вивчив мову занде, постійно проживав у селі занде і навіть звертався до місцевих чаклунів і віщунів і виконував їхні вказівки.. Деякий час викладав у Лондонській школі економіки, а в 1930 році вирушив досліджувати суданських нуерів. Попри об'єктивні труднощі у встановленні контакту з нуерами (британська колоніальна адміністрація і нуери фактично перебували у стані війни), йому вдалося заручитися довірою племені — зокрема, для того, щоб добитися поваги скотарів нуерів, йому довелося обзавестися декількома коровами.. Еванс-Прітчард досліджував не лише народи занде і нуерів, а також зібрав значний етнографічний матеріал по ануакам, луо, шіллуках та бедуїнах.
|  | "Получивший странные прозвища «Какарика», «Тедди», он месяцами одиноко бродил в буше, привычно спасаясь от москитов навозом, вымазав им лицо, шею и руки. Он предохранял себя от «злых чар» заклинаниями, рекомендованными колдунами. Он готов был часами вести разговоры с туземцами о вещах настолько самоочевидных для них, что нередко его вежливо выпроваживали вон" |

У 1932 році працював у Каїрському університеті, де познайомився з Меєром Фортесом і Альфредом Редкліфф-Брауном та потрапив під вплив теоретичних ідей останнього. Окрім впливу Редкліф-Брауна та Малиновського, Еванс-Прітчард потрапив і під значний вплив французької соціологічної школи. Дві монографії та збірки «African Political Systems», які вийшли в 1940 році, заклали основи політичної антропології. Під час Другої світової війни Еванс-Прітчард намагався потрапити в діючу армію, а після відмови йому вдалося переконати африканські племена Судану виступити на боці Британської імперії проти Італії, яка окупувала Ефіопію. У 1944 році прийняв католицизм. Після війни по черзі викладав у Кембриджському та Оксфордському університетах, де займався переважно викладанням і дослідженнями. У 1946 році обійняв посаду завідувача кафедри соціальної антропології Оксфордського університету замість Редкліфф-Брауна.
Еванс-Прітчард досліджував релігію, магію, системи спорідненості, шлюб, політичні системи, сприйняття простору і часу та інші аспекти культури у африканських племен. Найбільший внесок він вніс у вивчення магії, довівши на прикладі племен занде і нуерів, що магія має раціональний зміст і часто служить для зняття напруги в суспільстві. Переважна більшість попередніх теорій про «примітивність» релігій ним відкидалися як абстрактні і не підтверджені етнографічним матеріалом. Також Еванс-Прітчард відстоював відношення антропології до гуманітарних, а не до природничих дисциплін, а також вважав, що антропологія повинна тісно взаємодіяти з історичною наукою. У роботі «The Sanusi of Cyrenaica» Еванс-Прітчард здійснив спробу синтезу соціально-культурної антропології та історії.

## Основні публікації
- 1937 Witchcraft, Oracles and Magic Among the Azande. Oxford University Press. 1976 abridged edition: ISBN 0-19-874029-8
- 1940a The Nuer: A Description of the Modes of Livelihood and Political Institutions of a Nilotic People. Oxford: Clarendon Press.
- 1940b «The Nuer of the Southern Sudan». in African Political Systems. M. Fortes and E.E. Evans-Pritchard, eds., London: Oxford University Press.
- 1949 The Sanusi of Cyrenaica. London: Oxford: Oxford University Press., p. 272—296.
- 1951a Kinship and Marriage Among the Nuer. Oxford: Clarendon Press.
- 1951b «Kinship and Local Community among the Nuer». in African Systems of Kinship and Marriage. A.R. Radcliffe-Brown and D. Forde, eds., London: Oxford University Press. p. 360—391.
- (July 1953), «The Sacrificial Role of Cattle among the Nuer», Africa: Journal of the International African Institute (Edinburgh University Press) 23 (3): 181—198, retrieved 20 November 2011
- 1956 Nuer Religion. Oxford: Clarendon Press.
- 1962 Social Anthropology and Other Essays. New York: The Free Press. BBC Third Programme Lectures, 1950.
- 1965 Theories of Primitive Religion. Oxford University Press. ISBN 0-19-823131-8
- 1967 The Zande Trickster. Oxford: Clarendon Press.
- (1971), «Sources, with Particular Reference to the Southern Sudan», Cahiers d'études africaines 11 (41): 129—179, retrieved 20 November 2011